# کونوئه ایه‌زانه
کونوئه ایه‌زانه (انگلیسی: Konoe Iezane; ۹ مارس ۱۱۷۹ – ۱۹ ژانویهٔ ۱۲۴۳) پسر کونوئه موتومیچی؛ کانپاکو، سامورایی اهل ژاپن بود.